# Mare de Déu del Coll (Barcelona)
La Mare de Déu del Coll, o de Font-rúbia, és una església al barri del Coll —al qual dona nom—, al districte de Gràcia de Barcelona. Es tracta d'una església romànica del segle xi, de la que es conserva el cos central i el campanar, essent els altres elements actuals de l'església del segle xx.
El territori on es troba aquest temple era camí de pas des de Vallcarca a Horta i formava part del municipi de Gràcia fins a la seva agregació a Barcelona el 1904.

## Història

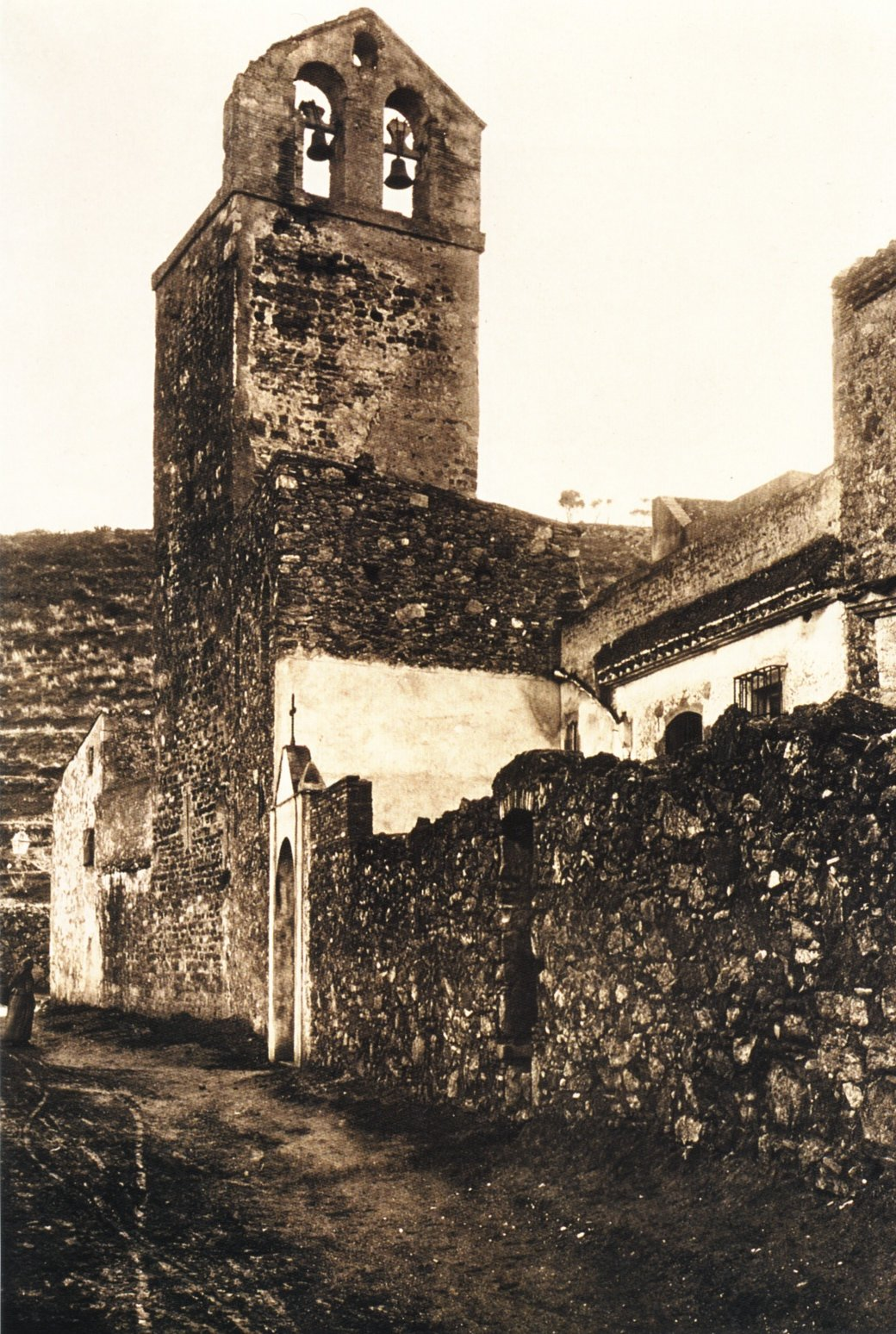
L'església el 1900, abans de la seva reconstrucció

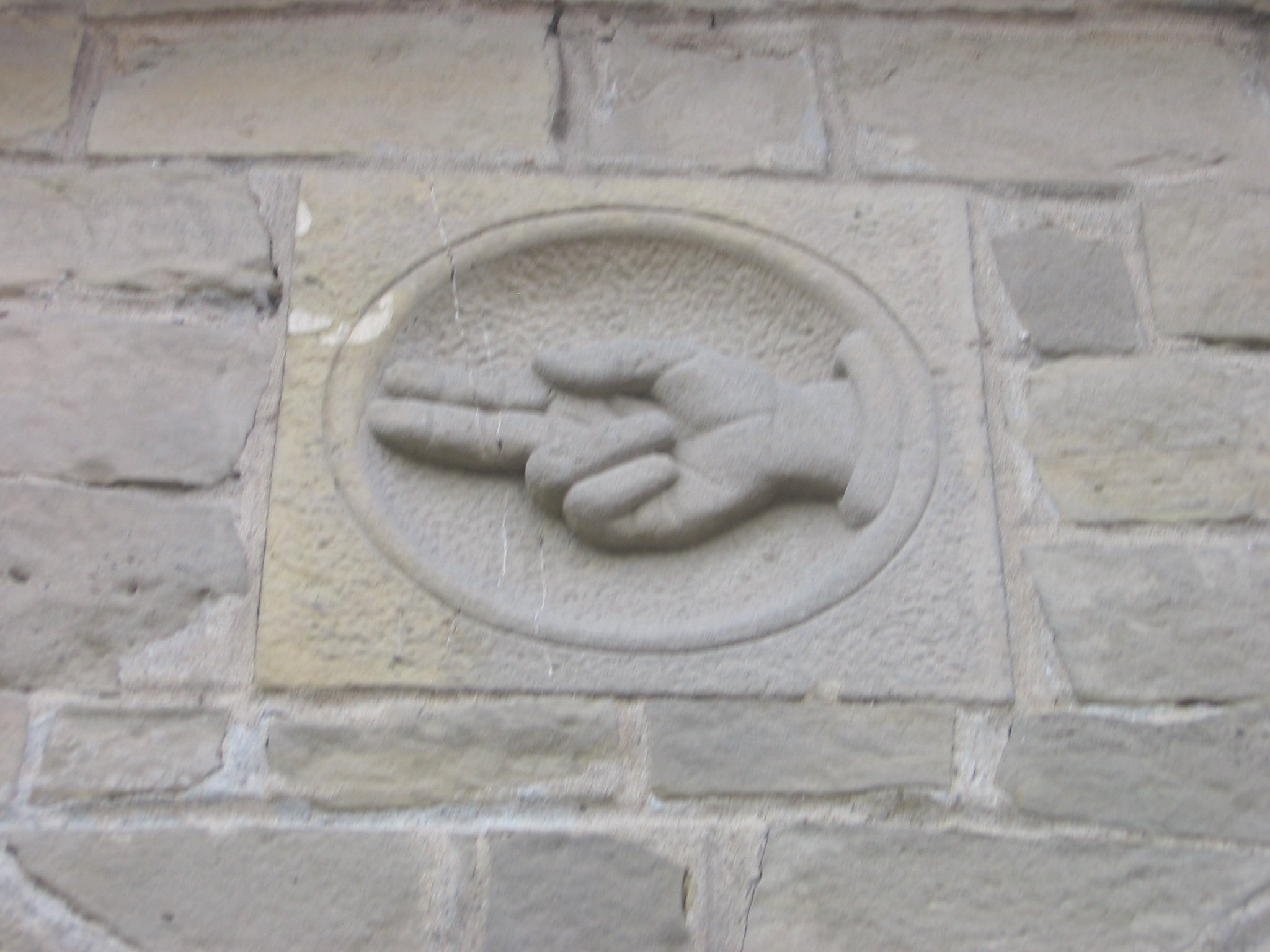
Representació d'una mà donant la benedicció, al pòrtic d'entrada de l'església.

L'església està documentada en el segle xi mitjançant una documentació d'un tal Grau Miró que fa donació del Santuari del Coll al Monestir de Sant Cugat. Segons la tradició, en aquesta zona es trobà una imatge de la Verge, pel que es va construir un santuari en el seu honor, que inicialment rebia el nom de Mare de Déu de la Font-rúbia.
La zona era famosa per la quantitat i qualitat de les seves aigües. La Mare de Déu se la coneix per un doble nom: del Coll per la situació geogràfica, i de Font-rúbia per la font d'aigua vermellosa que hi havia a l'indret.
Situada al peu del turó del Carmel, en la llavors vila de Gràcia, antigament era una zona rural, era una ermita de muntanya de difícil accés. La capella, situada en un encreuament de camins, esdevingué un monestir que depenia de Sant Cugat del Vallès. Diversos fets militars, especialment el 1714, van malmetre el santuari.
A començaments del segle xix era propietat de Sant Pau del Camp. Posteriorment, des del segle xix, la zona es fou urbanitzant, romanent l'església en terreny urbà, especialment després de l'annexió de Gràcia per Barcelona el 1897. Degut a la seva mala conservació, l'església estigué tancada al culte entre 1835 i 1928, amb la desamortització. Amb els anys deixà de ser un referent espiritual per convertir-se en un lloc de festa i esbargiment. El 1928 el temple s'obrí de nou al culte.
Originalment romànica, a voltants del 1930 es va ampliar, fent el creuer, la volta i l'absis actual, mantenint un estil més o menys acord amb el romànic. Les pintures de l'absis també són d'aquesta època. El campanar, que feia la funció de torre de defensa, té una espadanya afegida posteriorment. Al pòrtic d'entrada —que és també del segle xx—, destaca la figura d'una mà donant la benedicció cristiana: tres dits desplegats que representen la Trinitat, i dos encongits que representen les dues natures de Crist (Divina i Humana).
L'edifici fou cremat durant la guerra civil espanyola. Va ser reformada l'any 1948 per l'arquitecte Joan Maria Ros i esdevingué parròquia. El nom de l'església és utilitzat pel col·legi, que té tres cursos de parvulari, sis de primària i quatre de secundària.